# Chloroclysta albifasciata
Chloroclysta albifasciata là một loài bướm đêm trong họ Geometridae.